# 밴 앨런대

밴 앨런대의 단면

밴 앨런대(영어: Van Allen Belt) 또는 밴앨런 복사대(Van Allen radiation belt)는 에너지 하전 입자대의 하나로, 태양풍에서 지구반경의 약 10배의 공간까지 퍼져 있으며 매우 안정해서 한 번 생기면 그 실체가 계속 유지된다.

## 개요
밴 알렌 방사선벨트는 행성자기장에 의한 지구 주위에 묶인 대전된 입자(플라즈마)의 2층 구조를 말한다. 방사선대의 고도는 지표면에서 1000 ~ 60000 km에서 다양한 방사능 수치로 분포한다. 방사선대를 구성하는 입자의 대부분은 우주선에 의한 다른 입자나 태양풍으로부터 왔다고 여겨진다. 발견자 ‘제임스 밴 앨런’의 이름을 따서 지어졌고, 지구 자기장 내부 영역에 위치한다. 방사선대는 고에너지 전자로 형성된 외층과 양성자와 전자로 혼합된 내층을 포함한다. 방사선대는 알파입자와 같은 다른 핵의 양보다 더 적은 양으로 포함되어 있다. 방사선대는 이 위치의 궤도를 갖고 오랜시간 노출되는 것에 민감한 부품을 보호해야하는 위성에 위협적이다. 2013년 NASA는 태양의 강력한 태양풍에 의하여 밴앨런영역이 파괴되는 4주동안 일시적으로 3번째 방사선대를 관측했다고 보도했다.

## 발견
우주시대 이전 Kristian Birkeland, Carl Størmer, 그리고 Nicholas Christofilos는 하전입자의 존재의 가능성에 대하여 조사하였다. 이후 아이오와대학의 밴앨런 팀에서 1958년 익스플로러 1호와 3호에 의하여 그 존재를 확인하였다. 닫힌 방사선대는 익스플로러 4호, Pioneer 3호, 그리고 Luna 1호에 의해 매핑되었다. Van allen belt의 용어는 지구 주위에 국한되지만, 다른 행성주위에서도 유사한 방사선대가 발견되었다. 지구의 쌍극이 안정하지 않아서 태양이 방사선대를 오랜 시간 유지할 수 없도록 한다. 이 방사선대가 7RE(지구반경)을 넘어서 확장하지 않으면, 지구의 대기층이 200~1000km으로 방사선대의 입자를 제한한다. 방사선대는 적도에서 위도 65°정도의 부피에 국한된다.

## 연구
NASA의 Van Allen Probe mission은 2대의 무인 탐사기로 지구 주위의 방사선대뿐만아니라 더 나아가 태양활동의 변화와 태양풍에 대응하여 변화는 우주의 상대론적 전자와 이온의 양을 과학적으로 이해하는 방법에 대한 것을 조사한다. Advanced Concepts–funded studies를 위해 NASA Institute는 지구의 Van Allen belt에서 자연적으로 발생하는 벨트 전체에 반양성자의 약 10microgram 정도 존재하는 반입자성 물질은 모으기 위한 자기 스쿠프를 제안했다.
Van Allen Probes는 2012년 8월 30일 성공적으로 발사되었다. NASA의 고다드 우주비행센터는 Van Allen Probes 프로젝트의 전반적인 활동은 Solar Dynamics Observatory (SDO)와 함께 관리하게 된다. 응용 물리 연구소는 Van Allen Probes의 구동 및 기기를 관리한다.
Van Allen Radiation Belt를 유지하기 유지하기에 충분히 강력한 자기장이 태양계의 행성과 행성 간에 존재한다. 그러나 대부분의 이러한 관측자료는 불충분하게 매핑되어 있다. Voyager Program(Voyager 2)는 명목상으로만 천왕성과 해왕성에 비슷한 존재를 확인했다.

## 외층
큰 외부 방사선대는 지구 반경의 3-10배(13,000~60,000km)까지 분포된다. 세기가 가장 센 부분은 지구반경 RE의 4-5배이다. 휘슬러모드(원자력용어) 플라즈마 파장에 의한 에너지를 전송하는 내부로의 방사파와 국부 가속에 의해 생성된다. 외층 전자는 지속적으로 중성대기의 충돌이나 자기권계면의 손실, 그리고 외부로의 방사파에 의해 제거된다. 외층은 지구자기장에 갇힌 고에너지(0.1-10MeV) 전자가 주로 구성되어 있다. 고에너지 양성자의 회전반경은 지구 대기와 닿을 만큼 충분히 크다. 자기권계면에 가까운 지자기 꼬리에서 가장자리의 전자들은 높은 flux가 낮은 행성간 위치에 있는 전자들은 떨어지고, 1000요소에 의해 점차 감소한다.(?) 외층에 갇힌 입자군은 전자와 다양한 이온을 함유하면서 변화한다. 이온의 대부분은 고에너지 양자형태로 존재하지만, 전리층과 유사하지만 더 강한 에너지의 알파입자와 O+산소이온을 포함한다. 이온의 혼합물은 하나이상의 소스로부터 온 환전류로 제안된다. 외층은 내층보다 크고 입자군이 넓게 변동한다. 태양에 의해 생성된 자기장과 플라즈마 교란에 의해 스스로 발발된 지자기 폭풍의 결과로 활동적인 방사성 입자 flux는 증가하거나 감소하게 된다. 지자기 꼬리의 입자들의 가속과 주입과 관계된 폭풍에 의해서 증가가 나타난다.
2013년 2월 28일 NASA의 Van allen probes팀에 의해, 대량의 코로나 방출이 나타날 때, 세 번째 방사선대가 생성되는 것을 발견했다고 주장했다. 외층으로부터 분리되어 수개월간 형태를 유지함으로써 존재를 설명했다.

## 내층
양성자는 한 방사선대에 존재하는 반면, 전자는 두가지 구조로 내층과 외층을 형성한다. 내부의 전자 Van Allen Belt는 지구 표면으로부터 0.3-2배 지구반경(2000~12,000km)반경에 적도면으로부터 65°이내의 구조를 갖는다. 태양활동이 강할때에는 남대서양에서 지구반경 200km까지 수축되기도 한다. 내층 100KeV의 전자와 100MeV의 고에너지 양성자로 자기장에 강하게 묶여있다. 이것은 저고도에서 내층의 50MeV를 초과하는 에너지의 양성자의 생성은 우주선과 상층 대기 핵과의 충돌에 의해 생성된 중성자의 베타 붕괴에 의한 것이라고 여겨진다. 낮은 에너지의 양자의 근원은 지자기폭풍동안의 자기장의 변동에 의한 양성자의 확산으로 생각된다. 때문에 지구의 자축과 회전축의 약간 벗어난 것에 대하여 Van Allen 방사선대가 남 대서양에서 표면에 접근을 할 수 있게 된다.

## 같이 보기
- 우주 기후
- 상자성